# Нартове (Курська область)
Нартове (рос. Нартово) — присілок в Курському районі Курської області Російської Федерації.
Населення становить 19 осіб. Входить до складу муніципального утворення Полянська сільрада.

## Історія
Населений пункт розташований на території українського етнічного та культурного краю Східна Слобожанщина.
Від 2004 року входить до складу муніципального утворення Полянська сільрада.

## Населення
| 2002 | 2010 |
| ---- | ---- |
| 24   | ↘19  |